# 12 Jahre
12 Jahre (jap. 12歳。, 12-sai.) ist eine Mangaserie der Zeichnerin Nao Maita, die zwischen 2012 und 2019 in Japan erschien. Sie wurde mehrfach als Anime-Fernsehserie und Original Video Animation sowie als Computerspiel adaptiert und ist in die Genres Drama und Romantik einzuordnen.

## Inhalt
Die zwölf Jahre alte Hanabi Ayase (綾瀬 花日) geht in die sechste Klasse. An den Jungs in der Klasse hat sie kein Interesse und will sich lieber mit den Mädchen gutstellen. Doch ihr Banknachbar Yūto Takao (高尾 優斗) verhält sich ihr gegenüber anders als die anderen Jungs. Als sie gemeinsam Blockflöte üben, beobachten sie zwei Lehrer, die sich heimlich küssen. Da küsst plötzlich auch Yūto sie. Später entschuldigt er sich dafür, doch schnell kommen sich die beiden näher und werden ein Paar. Von diesem ersten Paar in der Klasse angespornt will auch Yui Aoi (蒼井 結衣) einen Freund finden. Doch die Schüler spielen ihr lieber Streiche. Kazuma Hiyama (桧山 一翔), für seine Streiche berüchtigt, hat sie im Verdacht. Doch als er ihr außerhalb der Schule hilft, als sie einen Schlüssel verloren hat, merkt sie, wie nett er sein kann. Tatsächlich waren es die anderen Schüler, die bei ihren Streichen den Verdacht auf Kazuma lenkten. Yui entwickelt Gefühle für ihn und nach einiger Zeit werden auch sie ein Paar.

## Veröffentlichung
Zwischen August 2012 und Oktober 2019 erschien der Manga in Japan im Magazin Ciao beim Verlag Shogakukan. Dieser brachte die Kapitel auch in insgesamt 20 Sammelbänden heraus. Der 11. Band verkaufte sich in den ersten beiden Wochen über 40.000 mal, der 12. Band in der ersten Woche 35.000 mal.
Eine deutsche Übersetzung des Mangas erschien zwischen August 2017 und November 2023 vollständig bei Carlsen Manga. Außerdem wird er auf Französisch von Glénat und auf Chinesisch von Ever Glory Publishing veröffentlicht.

## Anime-Adaptionen
Eine erste Adaption des Mangas als Anime entstand 2014 bei den Studios SynergySP und ascension. Bei der OVA-Reihe führte Masaki Ōzora Regie, das Charakterdesign entwarf Shōko Ogiwara und die künstlerische Leitung lag bei Kyoko Haruna. Die erste Staffel mit acht Teilen erschien in den Ausgaben 5/2014 (3. April 2014) bis 2/2015 (27. Dezember 2014), sowie die zweite Staffel mit vier Teilen in den Ausgaben 8/2015 (3. Juli 2015) bis 1/2016 (1. Dezember 2015) in der Ciao.
2016 folgte eine Anime-Fernsehserie namens 12-sai. – Chitcha na Mune no Tokimeki, die unter der Regie von Masaki Ōzora bei OLM entstand. Hauptautor war Fumi Tsubota. Die Serie umfasst insgesamt 24 Folgen mit je 21 Minuten Laufzeit, die in zwei Staffeln gezeigt wurden. Die Erstausstrahlung lief vom 4. April bis 19. Dezember 2016 bei Tokyo MX sowie mit Versatz bei den Sendern AT-X, Sun TV, Aichi Television Broadcasting, TV Hokkaido und TVQ Kyushu Broadcasting.

### Synchronisation
| Rolle         | japanischer Sprecher (Seiyū) |
| ------------- | ---------------------------- |
| Hanabi Ayase  | Ai Kakuma                    |
| Yūto Takao    | Sōma Saitō                   |
| Marin Ogura   | Mayuki Makiguchi             |
| Kokoa Hamana  | Sayuri Hara                  |
| Eikō          | Takumi Watanabe              |
| Yui Aoi       | Juri Kimura                  |
| Kazuma Hiyama | Shun Horie                   |

### Musik
Die Musik der OVA komponierte Kaori Ōkoshi. Der Abspann des Kurzfilms wurde unterlegt mit dem Lied Koi no 12-sai (恋の12歳) von Utata Neko Uta Gekidan. Die Musik der Serie wiederum stammt von Motoyoshi Iwasaki. Die Vorspannlieder sind Sweet Sensation von Rie Murakawa für die erste Staffel und Ano ne Kimi Dake ni von AŌP für die zweite Staffel. Die Abspanntitel sind Cotona Mode von AŌP und Yūki no Tsubasa von Machico.

## Computerspiel
Nachdem im April 2014 bereits der Anime-Kurzfilm erschienen war, wurde am 18. Dezember 2014 die Spieleadaption 12-sai. – Honto no Kimochi für Nintendo 3DS veröffentlicht. Das romantische Adventure wurde entwickelt von Happinet.
Ein weiteres Spiel namens 12-sai. – Koisuru Diary ebenfalls von Happinet folgte am 4. August 2016 für Nintendo 3DS.